# Protese
En protese er en kunstig kropsdel, der erstatter en manglende kropsdel. Sædvanligvis benyttes proteser af personer, der har mistet, eller været nødt til at få amputeret en kropsdel som følge af en ulykke, eller dem, der er født med manglende kropsdele. De fleste som bruger proteser er amputeret pga. sygdomme såsom diabetes eller koldbrand[kilde mangler].
Proteser har været kendt siden det gamle Egypten, hvor man bl.a. har fundet kunstige tæer. Også fra Romerriget kendes proteser, heriblandt Capua-benet fra ca. 300 f.Kr.